# Artesia Transit Center
Artesia Transit Center es una gran estación  de autobuses de tránsito rápido en la línea J del Metro de Los Ángeles. La estación se encuentra localizada en el extremo sur del Harbor Transitway en la esquina suroeste de la Interestatal 110 y la Autopista Gardena en Gardena, California. La estación es administrada por el Autoridad de Transporte Metropolitano del Condado de Los Ángeles.

## Servicios

### Conexiones
Línea Plata
- Metro Liner: Línea J

Otros servicios
- Metro Express: 450X, 550

## Otros servicios de autobuses
- Bay 1- Carson Circuit: North / South Shuttle
- Bay 2- Torrance Transit: 6 (Este), Metro Local: 130 (East) , 205 (Norte)
- Bay 3- Gardena Transit: 4, Metro Local: 52, 352
- Bay 4- Gardena Transit: 1, Metro Local: 130 (West), 344
- Bay 5- Metro Express: 550 (Nore) , Torrance Transit: 1 (Norte)
- Bay 6- Metro Liner:  Línea J , Metro Express: 450X (Norte)
- Bay 7- Discharge Only
- Bay 8- Línea J solamente de venida
- Bay 9- Línea J solamente de venida
- Bay 10- Metro Local: 246, Metro Express: 450X (Sur), Metro Express: 550 (Sur)
- Bay 11- Gardena Transit: 2 (Sur), Metro Local: 205 (Sur), Torrance Transit: 6 (Oeste)
- Bay 12- Gardena Transit: 2 (Norte), Torrance Transit: 1 (Sur)